# Почерк Тараса Шевченка

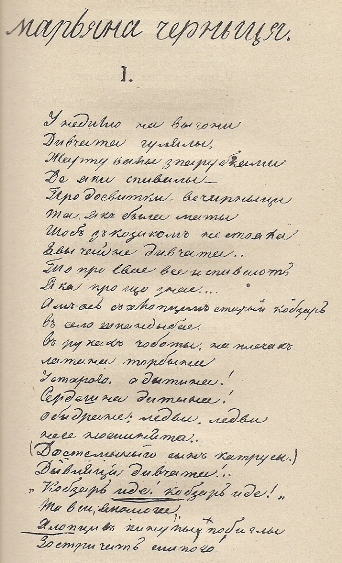
Сторінка автографа поеми Тараса Шевченка Мар'яна-черниця

Почерк Тараса Григоровича Шевченка — почерк, який сформувався під час освоєння грамоти і видозмінювався в різні періоди життя. Дослідження довели, що почерк може вказати на особливості характеру, емоційний та фізичний стан людини.

## Особливості почерку Шевченка
Був проаналізований і почерк Тараса Шевченка, який показав, що: «Він простий, не ускладнений прикрасами, чіткий, розмір букв переважно середній, нахил правий. Почерк Шевченка певною мірою увібрав у себе риси українського скоропису кінця 18-1-ї половини 19 століття. Особливо характерними щодо цього є букви „я“, накреслення якої виходить з колишнього „ꙗ“ („а“ з графічним позначенням йотації), і „т“, що інколи пишеться в поєднанні з „ь“ у вигляді вертикальної риски з горизонтальним хвостиком, повернутим ліворуч. Таке „т“ вживалось ще в давньому українському півуставі».
Аналіз графологів показав, що «в різні періоди життя почерк Шевченка був різним: коли він був різким і хотів привернути увагу, почерк його був таким самим — широким, демонстративним, коли був у засланні, почерк змінився — став дрібним, літери зменшилися і стали „піджатими“».
Часто (особливо в текстах, написаних після заслання) відстані між окремими буквами слова такі великі, що дорівнюють відстані між словами.
«Справа в тому, що його почерк, особливо літера „у“, вказував на те, що жодного разу у Тараса Григоровича не виникало глибоких почуттів до жінки. Так, у нього були жінки, але це було, швидше за все, задоволення для спілкування та розваг». Історики підтвердили цей висновок.

## Шрифт, який відтворює почерк Тараса Шевченка
У переддень святкування 200-річчя з дня народження Шевченка дизайнери і програмісти створили шрифт «Kobzar KS», тотожній почерку Шевченка.
Для створення нового шрифту, розробники використали рукопис твору Шевченка, який знаходиться на зберіганні в Інституті літератури ім. Шевченка НАН України.
Шрифт дозволяє друкувати тексти з використанням латинських і кириличних літер, пунктуаційних та математичних знаків, є можливість літери представляти в різній формі, інтегровано також лігатури та орнаменти. Шрифт розповсюджується безкоштовно.